# CNOT9
CNOT9 (англ. CCR4-NOT transcription complex subunit 9) – білок, який кодується однойменним геном, розташованим у людей на 2-й хромосомі. Довжина поліпептидного ланцюга білка становить 299 амінокислот, а молекулярна маса — 33 631.
| 10         |  | 20         |  | 30         |  | 40         |  | 50         |
| ---------- |  | ---------- |  | ---------- |  | ---------- |  | ---------- |
| MHSLATAAPV |  | PTTLAQVDRE |  | KIYQWINELS |  | SPETRENALL |  | ELSKKRESVP |
| DLAPMLWHSF |  | GTIAALLQEI |  | VNIYPSINPP |  | TLTAHQSNRV |  | CNALALLQCV |
| ASHPETRSAF |  | LAAHIPLFLY |  | PFLHTVSKTR |  | PFEYLRLTSL |  | GVIGALVKTD |
| EQEVINFLLT |  | TEIIPLCLRI |  | MESGSELSKT |  | VATFILQKIL |  | LDDTGLAYIC |
| QTYERFSHVA |  | MILGKMVLQL |  | SKEPSARLLK |  | HVVRCYLRLS |  | DNPRAREALR |
| QCLPDQLKDT |  | TFAQVLKDDT |  | TTKRWLAQLV |  | KNLQEGQVTD |  | PRGIPLPPQ  |

A: Аланін

C: Цистеїн

D: Аспарагінова кислота

E: Глутамінова кислота

F: Фенілаланін

G: Гліцин

H: Гістидин

I: Ізолейцин

K: Лізин

L: Лейцин

M: Метіонін

N: Аспарагін

P: Пролін

Q: Глутамін

R: Аргінін

S: Серин

T: Треонін

V: Валін

W: Триптофан

Кодований геном білок за функціями належить до репресорів, активаторів. 
Задіяний у таких біологічних процесах, як регуляція трансляції, транскрипція, регуляція транскрипції, РНК-залежне заглушення генів, ацетилювання, альтернативний сплайсинг. 
Локалізований у цитоплазмі, ядрі.